# 川田祐子
川田 祐子（かわだ　ゆうこ、1962年 - ）は、日本の現代美術家。東京都小金井市出身。長野県軽井沢町在住。

## 経歴
- 1962年 - 東京都小金井市生まれ。
- 1986年-1987年 - 旧西ドイツ留学。
- 1988年 - 女子美術大学芸術学部芸術学科造形学専攻卒業
- 1991年 - 横浜国立大学大学院教育学研究科美術研究修了

### 個展
- 1995年 - 三鷹市美術ギャラリー
- 1996年 - 西瓜糖
- 1996年 - フクヤマ画廊
- 1996年 - 大気堂画廊
- 1997年 - 銀座小野画廊
- 1998年 - ギャラリー人
- 1998年 - すどう美術館
- 1999年 - ギャラリーB-ONE
- 1999年 - ギャラリー人
- 1999年 - 銀座小野画廊II
- 2001年 - 盛岡クリスタル画廊
- 2001年 - ギャラリーGALA
- 2002年 - 広島リベラルアートJPN
- 2002年 - ギャラリーゴトウ
- 2003年～2016年 - KANEKO ART TOKYO
- 2004年 - 大邱市メクヒャン画廊
- 2016年 - 川田 祐子展ー千年の翠 横須賀美術館
- 2019年 - ギャラリーSAOH &TOMOS

### 展覧会・グループ展
- 1997年 - フクヤマ画廊4人展
- 1998年 - すどう美術館コレクション展
- 1998年 - ギャラリー人Pre-opening Exhibition
- 1998年 - すどう美術館若き画家からのメッセージ'98
- 1998年 - 第3回アート公募'99
- 1998年 - 第34回神奈川県美術展出品
- 1999年 - 相模原市民ギャラリー相模原ゆかりの作家たち展
- 1999年 - 『パブリック・アート』への提言
- 1999年 - スペース・カレイド－萌企画 PRODUCE-
- 1999年 - 第35回神奈川県美術展出品作品が大賞を受賞
- 2000年 - 神奈川アート・アニュアル2000明日への作家たち
- 2000年 - 第29回現代日本美術展に出品
- 2000年 - 第11回関口芸術基金賞展に出品
- 2000年 - 女子美術大学100周年記念それぞれのまなざし
- 2000年 - ギャラリー人Jin Sesslon Small Works 2001
- 2001年 - ギャラリーゴトウ2人展
- 2002年 - ギャラリーゴトウ個展
- 2002年 - 上野の森美術館VOCA2002展に2001年作品『LE PRINTEMPS AU FOND DE LA MER　海底の春』を出品(北海道立釧路芸術館に収蔵)
- 2002年 - 相模原市教育委員会主催「近現代の女性作家展ー相模原女性画壇と女子美の100年」に出品
- 2003年 - 静岡県立美術館きらめく光展で3作品が展示
- 2005年 - 横浜市民ギャラリー今日の作家展2005「私をひらく美術」に内海信彦、山本直彰、天利道子と共に参加。ワークショップも開催。
- 2007年 - 第26回損保ジャパン美術財団選抜奨励展に『A THOUSAND WINDS』を出品
- 2007年 - 相模原市民ギャラリー大谷有花×川田祐子2人展
- 2008年 - 第21回美浜美術展で『震生』が福井県知事賞を受賞
- 2009年 - 第27回上野の森美術館大賞展に『月華』を出品
- 2013年 - 第1回損保ジャパン美術賞展　出品
- 2014年 - クインテット－五つ星の作家たち　Quintet：Five-Star Artists 展 損保ジャパン東郷青児美術館

### パブリック・コレクション
- 2003年 - 女子美アートミュージアム『BIO-ARABESQUE』買上
- 2005年 - 北海道立釧路芸術館『LE PRINTEMPS AU FOND DE LA MER』買上
- 2008年 - 東京国立近代美術館『A THOUSAND WINDS』買上
- 2017年 - 横須賀美術館 『Memory of Sands』『内なる自然』『氷の誓い』個人コレクター寄贈

### 出版物
- 1994年 - 形の文化誌［2］脳がつくる形工作舎（210,212頁）
- 1994年 - エッセイ『形なきものの誘惑と威嚇』
- 1996年 - 谷川健一著『民俗の思想』　岩波書店カバー絵
- 2001年 - 『BT 美術手帖』9月号　美術出版社　pp.189–193　「アクリリックス・ワールド」5（インタビュー）
- 2002年 - 網野善彦ほか編『岩波講座　天皇と王権を考える』全10巻　岩波書店（装画）
- 2004年 - 『一雨潤千山―川田祐子画集』(言水制作室)

### その他
- 1999年-2000年 - ホルベイン・スカラシップ
- 2005年 - 小田ひで次『夢の空地』のヒロイン林麗寧が描くスクラッチ画のモデルとして作品写真が裏表紙に掲載。